# Liste d'animaux par le nombre de neurones
Voici une liste de diverses espèces animales classées par le nombre de neurones constituant l'ensemble de leur système nerveux. Ces chiffres sont des estimations calculées en multipliant la densité des neurones chez un animal particulier par le volume moyen du cerveau de l'animal. Le ver nématode Caenorhabditis elegans est la seule espèce citée pour laquelle le nombre de neurones a pu être compté.

## Système nerveux entier
Cette liste est incomplète, vous pouvez aider en l'élargissant.
| Nom                                         | Neurones dans l'ensemble du système nerveux | Synapses    | Détails | Image | Source |
| ------------------------------------------- | ------------------------------------------- | ----------- | --- | ----- | ------ |
| Éponge                                      | 0                                           |             | |       | [ 1 ]  |
| Trichoplax                                  | 0                                           |             | |       | [ 2 ]  |
| Caenorhabditis elegans                      | 302                                         | 7 500       | |       | [ 3 ]  |
| Hydre commune                               | 5 600                                       |             | |       | [ 4 ]  |
| Megaphragma mymaripenne                     | 7 400 dont 4 600 neurones pour le cerveau   |             | Cette guêpe est le troisième plus petit insecte connu mesurant 200 μm de long. Au stade adulte, 95 % de ses neurones n'ont pas de noyau. |       | [ 5 ]  |
| Cuboméduse                                  | 8 700-17 500                                |             | Cuboméduse de l'espèce Tripedalia cystophora - Ne sont pas inclus les 1000 neurones de chacune des quatre rhopalies                      |       | [ 6 ]  |
| Sangsue                                     | 10 000                                      |             | |       | [ 7 ]  |
| Escargot                                    | 11 000                                      |             | |       | [ 8 ]  |
| Limace de mer                               | 18 000                                      |             | |       | [ 9 ]  |
| Amphioxus                                   | 20 000                                      |             | système nerveux central seulement |       | ,      |
| Drosophila melanogaster                     | 100 000                                     | > 20 × 106  | |       | ,      |
| Poisson zèbre (état larvaire)               | 100 000                                     |             | |       | [ 14 ] |
| Homard                                      | 100 000                                     |             | |       | [ 15 ] |
| Fourmi                                      | 250 000                                     |             | Le nombre varie par espèce |       | ,      |
| Abeille                                     | 960 000                                     | 109         | |       | [ 18 ] |
| Cafard                                      | 1 000 000                                   |             | |       | [ 19 ] |
| Poisson zèbre (Adulte)                      | 10 000 000                                  |             | cellules (neurones et autres) |       | [ 20 ] |
| Grenouille                                  | 16 000 000                                  |             | |       | [ 21 ] |
| Musaraigne fuligineuse                      | 36 000 000                                  |             | |       | [ 22 ] |
| Musaraigne d'Amérique                       | 52 000 000                                  |             | |       | [ 22 ] |
| Souris grise                                | 71 000 000                                  | 1011        | |       | [ 23 ] |
| Hamster doré                                | 90 000 000                                  |             | |       | [ 23 ] |
| Condylure étoilé (Taupe à nez étoilé)       | 131 000 000                                 |             | |       | [ 22 ] |
| Rat brun                                    | 200 000 000                                 | 4,48 × 1011 | |       | [ 24 ] |
| Taupe à queue glabre                        | 204 000 000                                 |             | |       | [ 22 ] |
| Cochon d'Inde                               | 240 000 000                                 |             | |       | [ 23 ] |
| Toupaye commun                              | 261 000 000                                 |             | |       | [ 25 ] |
| Octopode (Pieuvre)                          | 500 000 000                                 |             | |       | [ 26 ] |
| Ouistiti commun                             | 636 000 000                                 |             | |       | [ 25 ] |
| Chat                                        | 760 000 000                                 | 1013        | |       | [ 27 ] |
| Agouti à dos noir                           | 857 000 000                                 |             | |       | [ 23 ] |
| Otolemur garnettii (en) (Galago de Garnett) | 936 000 000                                 |             | |       | [ 25 ] |
| Douroucouli commun                          | 1 468 000 000                               |             | |       | [ 25 ] |
| Capybara                                    | 1 600 000 000                               |             | |       | [ 23 ] |
| Singe-écureuil commun                       | 3 246 000 000                               |             | |       | [ 25 ] |
| Capucin à houppe noire                      | 3 691 000 000                               |             | |       | [ 25 ] |
| Macaque rhésus                              | 6 376 000 000                               |             | |       | [ 25 ] |
| Humain                                      | 86 000 000 000                              | 1,5 × 1014  | Nombre moyen de synapses par adulte |       | ,      |
| Éléphant d'Afrique                          | 257 000 000 000                             |             | |       | ,      |

## Cortex cérébral
Seuls les mammifères apparaissent dans cette liste du fait que seuls les mammifères ont un cortex cérébral (bien que le pallium des reptiles et des oiseaux soit aussi fréquemment appelé "cortex".)
| Nom                 | Neurones dans le cortex cérébral | Détails | Image | Source |
| ------------------- | -------------------------------- | --- | ----- | ------ |
| Souris              | 4 000 000                        | Genre Mus, musculus |       | [ 8 ]  |
| Rat                 | 18 000 000                       | Genre Rattus, espèce non précisée |       | ,      |
| Hérisson            | 24 000 000                       | Sous-famille Erinaceinae, genre et espèce non précisés |       | [ 33 ] |
| Opossum             | 27 000 000                       | Famille Didelphidae, genre et espèce non précisés |       | [ 33 ] |
| Chat                | 300 000 000                      | Felis catus ou Felis silvestris catus |       | [ 8 ]  |
| Tarsier             | 310 000 000                      | Genre Tarsius, espèce non précisée |       | [ 35 ] |
| Singe-écureuil      | 430 000 000                      | Genre Saimiri, espèce non précisée |       | [ 36 ] |
| Porc                | 425 000 000                      | Sus scrofa |       | [ 37 ] |
| Raton laveur        | 453 000 000                      | |       | [ 38 ] |
| Macaque rhésus      | 480 000 000                      | Macaca mulatta |       | [ 33 ] |
| Chien               | 530 000 000                      | Canis lupus familiaris |       | [ 39 ] |
| Singe capucin       | 650 000 000                      | Genre Cebus, espèce non précisée |       | [ 36 ] |
| Cheval              | 1 200 000 000                    | Equus ferus caballus |       | [ 22 ] |
| Cercopithèque       | 2 500 000 000                    | Genre Cercopithecus, espèce non précisée |       | [ 35 ] |
| Gorille             | 4 300 000 000                    | Genre Gorilla, espèce non précisée |       | [ 36 ] |
| Chimpanzé           | 6 200 000 000                    | Genre Pan, espèce non précisée |       | [ 8 ]  |
| Fausse orque        | 10 500 000 000                   | Pseudorca crassidens |       | [ 22 ] |
| Éléphant d'Afrique  | 11 000 000 000                   | Genre Loxodonta, espèce non précisée |       | [ 22 ] |
| Rorqual commun      | 15 000 000 000                   | Balaenoptera physalus |       | [ 40 ] |
| Humain              | 21 000 000 000                   | Pour un adulte moyen "Le nombre moyen de neurones du néocortex était de 19 milliards dans les cerveaux féminins et 23 milliards dans les cerveaux masculins."                           |       | ,      |
| Globicéphale commun | 37 200 000 000                   | Globicephala melas : "Pour la première fois, nous montrons qu'une espèce de dauphin a plus de neurones du néocortex que tous les mammifères étudiés à ce jour, y compris les humains.»" |       |        |